# 鹿児島市消防局
鹿児島市消防局（かごしまししょうぼうきょく）は、鹿児島県鹿児島市の消防部局（消防本部）。

## 沿革
- 1948年8月 鹿児島市消防本部及び鹿児島市消防署を開設する。
- 1949年2月 消防本部を移転する。
- 1952年3月 消防本部を新築のうえ移転する。
- 1957年7月 消防音楽隊が発足する。
- 1960年12月 救急業務を開始する。
- 1967年4月29日 鹿児島市と谷山市が新設合併し、新・鹿児島市となる。谷山市消防署を谷山分遣隊に改称する。
- 1970年11月1日 鹿児島市消防署を中央消防署と南消防署に分割し、2署体制となる。
- 1971年10月21日 鹿児島市消防本部を鹿児島市消防局に改称する。
- 1983年4月 南消防署を移転する。
- 1984年4月 中央消防署を移転する。
- 1993年12月 初の高規格救急車を配備する。
- 1999年9月 台湾地震災害に国際消防救助隊を派遣する。
- 2001年1月 消防局庁舎を新築のうえ移転する。桜島町分遣隊を開設し、鹿児島郡桜島町の消防委託業務を開始する。
- 2001年4月 消防総合訓練研修センターを開設し、同敷地内に郡元分遣隊を移転する。
- 2002年4月1日 草牟田分遣隊及び城西分遣隊を廃止、西消防署を開設し、3署体制となる。
- 2004年11月1日 鹿児島郡吉田町、桜島町、揖宿郡喜入町、日置郡松元町及び郡山町を編入合併する。
  - 喜入町消防本部を鹿児島市消防局に統合し、喜入町消防署を喜入分遣隊に改称、南消防署に編入する。
  - 吉田町は姶良郡西部消防組合より脱退し、鹿児島市が消防事務を継承する。同組合中央消防署吉田分遣所を吉田分遣隊に改称、中央消防署に編入する。
  - 松元町及び郡山町は日置地区消防組合より脱退し、鹿児島市が消防事務を継承する。
- 2006年4月 松元分遣隊及び郡山分遣隊を開設し、西消防署傘下となる。
- 2007年2月 高度救助隊「スーパーレスキューかごしま」が発足する。
- 2011年3月 東日本大震災に緊急消防援助隊を派遣する。
- 2017年4月 エネルギー・産業基盤災害即応部隊指揮隊（ドラゴンハイパーコマンドユニット」）が南消防署に発足。消防庁から車両貸与を受ける。

## 組織
- 本部：総務課、警防課、情報管理課、予防課
- 消防署：中央消防署、西消防署、南消防署

## 主力機械
2013年4月1日現在
- 水槽付き消防ポンプ車：22
- 小型水槽付きポンプ車：4
- 救助工作車：3
- はしご車：2
- 屈折はしご車：2
- 化学車：3
- 原液車：2
- 高所放水塔車：1
- 照明電源車：2
- 都道府県指揮隊車：1
- 指揮車：3
- 救急車：7
- 高規格救急車：13
- 防災車：2
- 支援車：1
- その他：37

合計：105台

## 消防署
| 消防署     | 住所         | 分遣隊 |
| ---------- | ------------ | --- |
| 中央消防署 | 天保山町1-38 | 南林寺：南林寺町1-3 名山：易居町1-26 上町：清水町7-5 吉野：吉野町2902-18 吉田：本名町838-1 甲南：上荒田町16-1 桜島東：東桜島町863-1 桜島西：桜島藤野町1439 |
| 西消防署   | 城西2-1-1    | 伊敷：伊敷町3087-3 明和：明和1-27-1 田上：田上1-21-17 松元：上谷口町1481-1 郡山：郡山町1413                                                                |
| 南消防署   | 南栄5-1-3    | 谷山：上福元町5855 谷山北：山田町683-2 脇田：宇宿2-16-20 郡元：新栄町22-30 喜入：喜入町7000                                                                |